# Salle Bir Rami
 (mars 2021).
Si vous disposez d'ouvrages ou d'articles de référence ou si vous connaissez des sites web de qualité traitant du thème abordé ici, merci de compléter l'article en donnant les références utiles à sa vérifiabilité et en les liant à la section « Notes et références ».
 (août 2023).
La Salle Bir Rami (en arabe : قاعة بير رامي) est une salle couverte omnisports d'une capacité de 1 500 places, située au quartier Bir Rami de Kénitra.